# Spodolepis danbyi
Spodolepis danbyi là một loài bướm đêm trong họ Geometridae.